# Brian Brown
Brian Brown (Sandy Bay, 24 de diciembre de 1992) es un futbolista jamaicano. Juega de delantero. Es internacional absoluto por la selección de Jamaica desde 2013.

## Trayectoria
Debutó como futbolista en 2012 con el Montego Bay United FC a los 20 años de edad, donde jugó durante un año. Al finalizar la temporada fichó por el Harbour View FC, donde quedó como máximo goleador de la Liga Premier Nacional de Jamaica con un total de 18 goles. Al acabar la temporada 2013/2014 se fue en calidad de cedido al Philadelphia Union.

## Selección nacional
Hizo su debut con la selección de fútbol de Jamaica el 15 de noviembre de 2013 contra Trinidad y Tobago en un partido amistoso.

### Goles internacionales
| # | Fecha                   | Estadio                                          | Oponente          | Gol | Resultado | Competición                             |
| - | ----------------------- | ------------------------------------------------ | ----------------- | --- | --------- | --------------------------------------- |
| 1 | 6 de septiembre de 2019 | Montego Bay Sports Complex, Montego Bay, Jamaica | Antigua y Barbuda | 4–0 | 6-0       | Liga de Naciones de la Concacaf 2019-20 |

## Clubes
| Club                            | País           | Año         | Partidos | Goles |
| ------------------------------- | -------------- | ----------- | -------- | ----- |
| Montego Bay United FC           | Jamaica        | 2012 - 2013 | 17       | 3     |
| Harbour View FC                 | Jamaica        | 2013 - 2014 | 40       | 18    |
| Philadelphia Union (cedido)     | Estados Unidos | 2014        | 8        | 2     |
| Indy Eleven (cedido)            | Estados Unidos | 2015        | 24       | 5     |
| Charlotte Independence (cedido) | Estados Unidos | 2016        | 27       | 9     |
| Reno 1868 FC                    | Estados Unidos | 2017 - 2019 | 70       | 28    |
| Partizán de Tirana              | Albania        | 2019 -2020  | 29       | 2     |
| New Mexico United               | Estados Unidos | 2021        | 13       | 2     |
| Oakland Roots SC                | Estados Unidos | 2021        | 4        | 0     |
| FC Tulsa                        | Estados Unidos | 2022        | 0        | 0     |

## Palmarés

### Distinciones individuales
| Título                                                 | Club            | País    | Año  |
| ------------------------------------------------------ | --------------- | ------- | ---- |
| Máximo goleador de la Liga Premier Nacional de Jamaica | Harbour View FC | Jamaica | 2014 |